# Macrosamanea prancei
Macrosamanea prancei là một loài rau đậu thuộc họ Fabaceae.
Loài này chỉ có ở Brasil.